# 杰约马尔·比奈
杰约马尔·比奈（Jejomar "Jojo" Cabauatan Binay, Sr.，1942年11月11日—），菲律賓華文報刊譯為敏乃，菲律宾政治家，曾任菲律宾副总统。

## 政治生涯

### 競選副總統
在2010年菲律賓總統選舉作為前總統埃斯特拉達的搭檔參選副總統，得票14,645,574票，得票率41.65%，以727,084票的微弱優勢擊敗自由黨候選人馬爾·羅哈斯，當選菲律賓副總統。

### 競選總統
比奈參加了2016年菲律賓總統選舉，得票5,416,140票，得票率12.73%，位居第四而敗選。